# Pinnatella africana
Pinnatella africana là một loài Rêu trong họ Neckeraceae. Loài này được (Welw. & Duby) Broth. miêu tả khoa học đầu tiên năm 1906.